# Languedokische Sprache
Das Languedokische (okzitanisch lengadocian, französisch  languedocien) ist ein Dialekt des Okzitanischen, der zusammen mit dem Provenzalischen das Südokzitanische bildet. Er wird auf dem Gebiet der historischen Provinz Languedoc im Süden Frankreichs gesprochen und wird von einigen Linguisten in Ermangelung einer gesamtokzitanischen Schriftsprache als Referenzokzitanisch angesehen.

## Etymologie des Namens
Der Name der regionalen Varietät ist von dem der historischen Provinz Languedoc abgeleitet. Deren Name geht wiederum auf die traditionelle Bezeichnung langue d'oc für die Gesamtheit der südlichen Varietäten des Galloromanischen zurück, der vom hier verwendeten Wort òc für ja abgeleitet ist, im Gegensatz zu oïl (heute französisch oui) für ja im nördlichen Galloromanischen. In der Bedeutung von langue d'oc im traditionellen Sinne wird heute meist der auf eine gelehrte lateinische Ableitung zurückgehende Begriff Okzitanisch verwendet.

## Klassifikation
Das Languedokische ist, ebenso wie das Provenzalische, das Gascognische, oder das Auvergnatische, eine regionale Varietät (ein Dialekt) des Okzitanischen, beziehungsweise, wenn man das Okzitanische, entgegen den Forschungsergebnissen der Romanistik, nicht als einheitliche Sprache, sondern als eine Gruppe von Sprachen (langues d'oc im Plural) betrachtet, eine dieser Sprachen. Zusammen mit dem Provenzalischen wird das Languedokische zur südokzitanischen Dialektgruppe gerechnet. Da es die konservativste der Varietäten des Okzitanischen ist und sein Sprachgebiet auch geographisch im Zentrum des okzitanischen Sprachgebietes liegt, werden languedokische Formen oft als typische okzitanische Formen zitiert. Das Languedokische ist auch die Grundlage für eine der schriftsprachlichen Formen des Okzitanischen (des sogenannten Referenzokzitanisch), die Mitte des 20. Jahrhunderts vom Institut d'Estudis Occitans ausgearbeitet wurde und heute in regionalen kulturellen Institutionen und im fakultativen Okzitanischunterricht im Bildungswesen neben anderen Formen verwendet wird.

## Verbreitung

Karte der Sprachen und Dialekte Frankreichs und der Grenzregionen

Das traditionelle Sprachgebiet des Languedokischen entspricht in groben Zügen der historischen Provinz Languedoc und damit dem größten Teil der ehemaligen Regionen Languedoc-Roussillon und Midi-Pyrénées. Es reicht von der Rhone, die ungefähr die Grenze zum verhältnismäßig eng verwandten Provenzalischen bildet, und der Küste des Mittelmeeres im Osten bis zur Garonne im Westen, entlang der die Grenze zum Gascognischen verläuft, das sich deutlich vom Languedokischen unterscheidet. Im Norden gehen die nördlichen Dialekte des Languedokischen im südlichen Teil des Zentralmassivs in das Auvergnatische und Limousinische über. Im Süden entspricht die Grenze zu den nördlichen Dialekten des Katalanischen der Grenze zwischen den historischen Provinzen Languedoc und Roussillon und damit fast der Grenze zwischen den heutigen Départements Aude und Pyrénées-Orientales, wobei allerdings ein kleines Gebiet im Nordwesten des Départements Pyrénées-Orientales auch noch zum Sprachgebiet des Languedokischen gehört.
Das Languedokische wird heute nur noch von einer Minderheit der Einwohner seines traditionellen Verbreitungsgebietes gesprochen, vor allem in den ländlichen Gebieten. Genaue Zahlen gibt es nicht, da es in Frankreich keine amtliche Sprachenstatistik gibt. Schätzungsweise sprechen ungefähr 10 % Languedokisch, und 20 % können es verstehen. In den städtischen Zentren Toulouse und Montpellier wird von kaum jemandem Languedokisch als Muttersprache gesprochen, jedoch wird die auf dem Languedokischen basierende schriftsprachliche Form des Okzitanischen dort in kulturellen Einrichtungen verwendet und als Wahlfach an Schulen und Universitäten unterrichtet.